# Pericladium tiliacearum
Pericladium tiliacearum är en svampart som beskrevs av Mundk. & Thirum. 1950. Pericladium tiliacearum ingår i släktet Pericladium och familjen Ustilaginaceae.   Inga underarter finns listade i Catalogue of Life.